# Añisoc
Añisoc (parfois orthographié Añisok, Agnisoc ou Agnisok) est une ville de Guinée équatoriale, située dans l'intérieur de la partie continentale du pays, dans la province de Wele-Nzas à la latitude de Bata. Elle compte environ 12 000 habitants.

## Personnalités liées
- Jeronimo Osa Osa Ecoro (né en 1963), homme politique équatoguinéen